# Kersaint-Plabennec
Kersaint-Plabennec [kɛʁsɛ̃ plabɛnɛk] (en breton : Kersent-Plabenneg) est une commune du département du Finistère, dans la région Bretagne, en France.

## Géographie

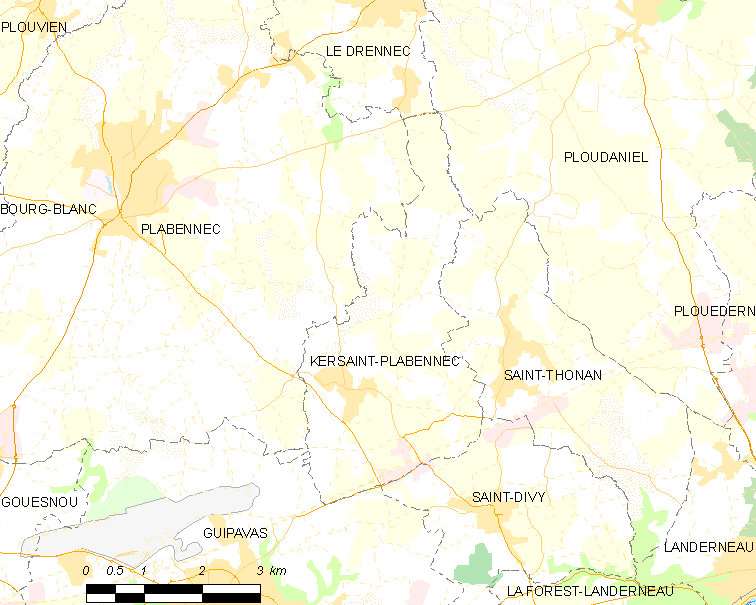
Carte de la commune de Kersaint-Plabennec.

Kersaint-Plabennec est une commune du plateau du Léon située à une quinzaine de kilomètres au nord-est de l'agglomération brestoise. La commune est désormais traversée par la RN 12, voie express allant de Brest à Rennes et au-delà se dirigeant vers Paris. Elle se trouve juste au nord-est de l'aéroport de Brest Bretagne.

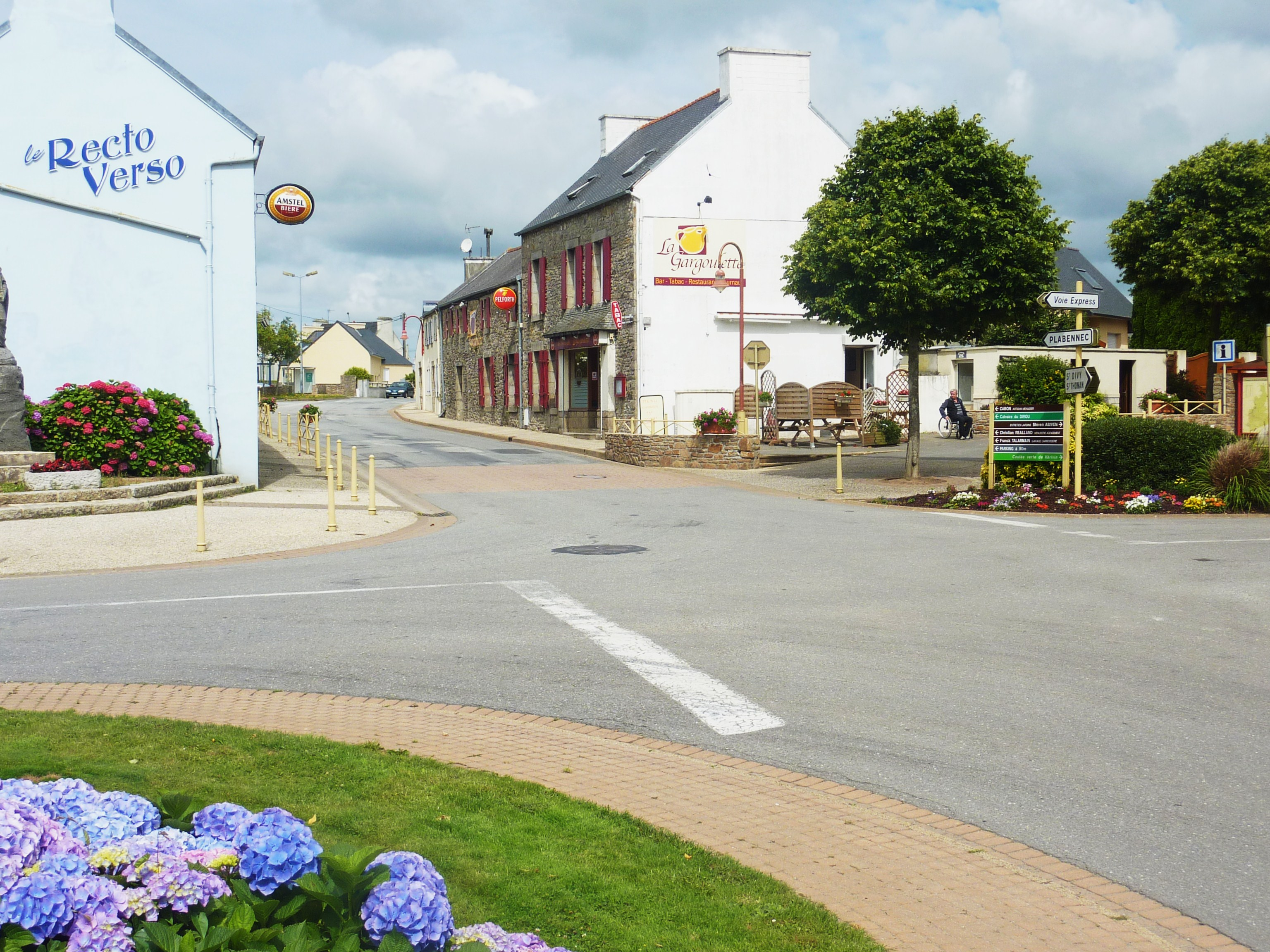
Kersaint-Plabennec : le carrefour principal du bourg.

### Localisation
| Plabennec                        | Plabennec                        | Le Drennec   |
| Gouesnou                         | Kersaint-Plabennec               | Saint-Thonan |
| Guipavas, Brest Métropole Océane | Guipavas, Brest Métropole Océane | Saint-Divy   |

### Cadre géologique

Carte géologique du Massif armoricain.

Kersaint-Plabennec est à l'extrémité sud-ouest du domaine structural de la zone de Léon qui constitue un vaste antiforme métamorphique de 70 km sur 30 km orienté NE-SW. Postérieurement au métamorphisme hercynien, se développe un important plutonisme : le chapelet nord de granites rouges tardifs (ceinture batholitique de granites individualisée pour la première fois par le géologue Charles Barrois en 1909, formant de Ouessant à Barfleur (Aber-Ildut, Carantec, Ploumanac'h,
puis Flamanville et Barfleur) un alignement de plutons de direction cadomienne, contrôlé par les grands accidents directionnels WSW-ENE), datés aux alentours de 300 Ma, correspond à un magmatisme permien. L'orogenèse hercynienne se termine par la formation de deux accidents crustaux majeurs qui décalent les granites carbonifères : le décrochement dextre nord-armoricain (faille de Molène – Moncontour) et le cisaillement senestre de Porspoder-Guissény (CPG). Le plutonisme sur le territoire de Kersaint-Plabennec se traduit par la mise en place d'un massif composé de deux granites distincts : le granite de Saint-Renan sensu stricto (granite fin à deux micas), intrusif dans le granite à biotite dominante de Kersaint, de grain grossier à porphyroïde. Ces venues granitiques sont associées au fonctionnement du décrochement nord-armoricain.

### Hydrographie
Pour un article plus général, voir Réseau hydrographique du Finistère.
La commune est située dans le bassin Loire-Bretagne. Elle est drainée par l'aber Benoit et divers autres petits cours d'eau,.
L'Aber-Benoît, d'une longueur de 31 km, prend sa source dans la commune de Saint-Divy et se jette  dans la Mer Celtique  en limite de Saint-Pabu et de Landéda, après avoir traversé sept communes. 

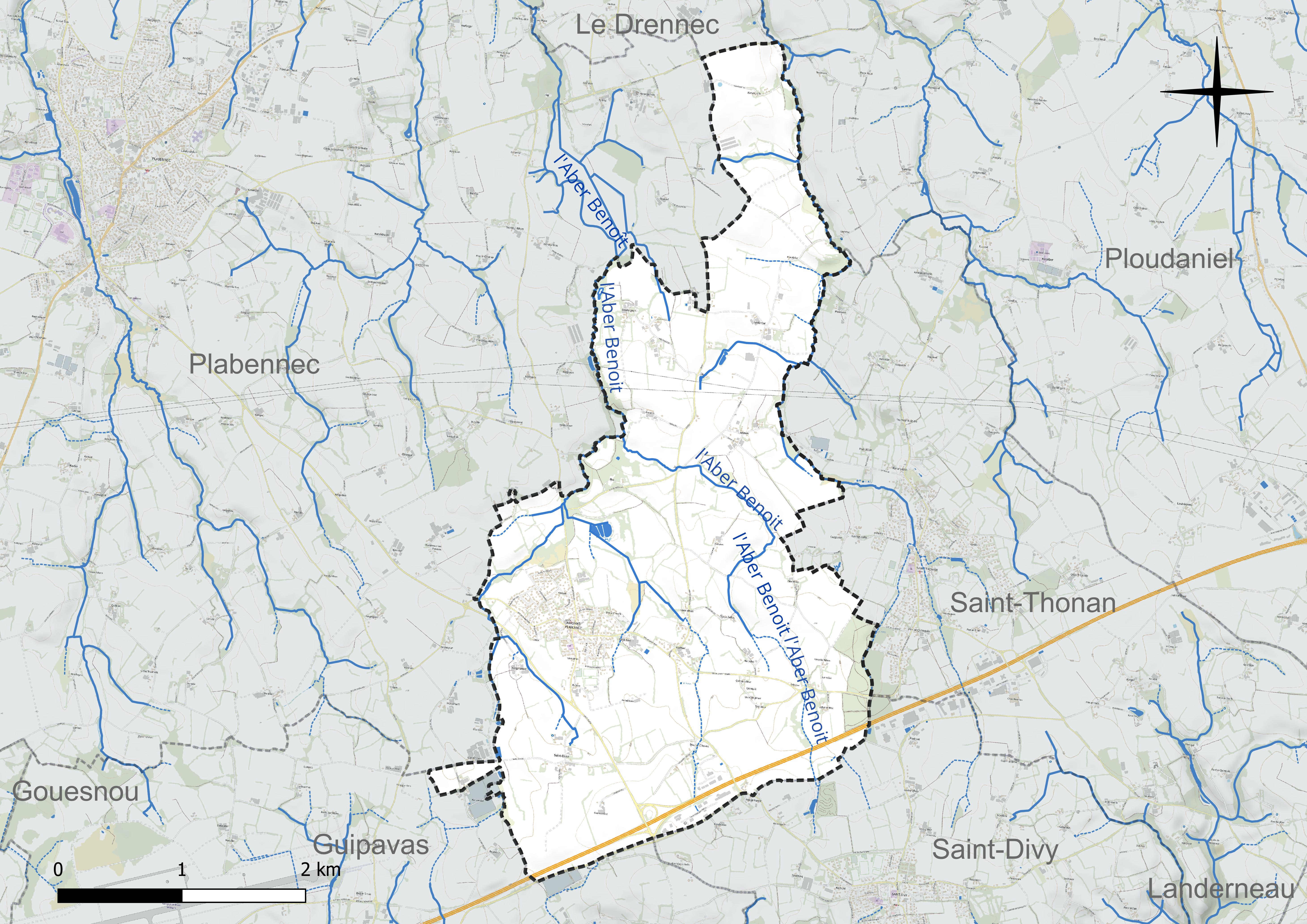
Réseau hydrographique de Kersaint-Plabennec.

### Climat
Pour des articles plus généraux, voir Climat de la Bretagne et Climat du Finistère.
En 2010, le climat de la commune est de type climat océanique franc, selon une étude du CNRS s'appuyant sur une série de données couvrant la période 1971-2000. En 2020, Météo-France publie une typologie des climats de la France métropolitaine dans laquelle la commune est exposée à un climat océanique et est dans la région climatique  Finistère nord, caractérisée par une pluviométrie élevée, des températures douces en hiver (6 °C), fraîches en été et des vents forts. Parallèlement l'observatoire de l'environnement en Bretagne publie en 2020 un zonage climatique de la région Bretagne, s'appuyant sur des données de Météo-France de 2009. La commune est, selon ce zonage, dans la zone « Monts d'Arrée », avec des hivers froids, peu de chaleurs et de fortes pluies.  
Pour la période 1971-2000, la température annuelle moyenne est de 11,5 °C, avec  une amplitude thermique annuelle de 9,9 °C. Le cumul annuel moyen de précipitations est de 1 119 mm, avec 17,2 jours de précipitations en janvier et 8,2 jours en juillet. Pour la période 1991-2020, la température moyenne annuelle observée sur la station météorologique la plus proche, située sur la commune de Guipavas à 5 km à vol d'oiseau, est de 11,7 °C et le cumul annuel moyen de précipitations est de 1 229,8 mm,. Pour l'avenir, les paramètres climatiques de la commune estimés pour 2050 selon différents scénarios d'émission de gaz à effet de serre sont consultables sur un site dédié publié par Météo-France en novembre 2022.

## Urbanisme

### Typologie
Au 1er janvier 2024, Kersaint-Plabennec est catégorisée bourg rural, selon la nouvelle grille communale de densité à 7 niveaux définie par l'Insee en 2022.
Elle est située hors unité urbaine. Par ailleurs la commune fait partie de l'aire d'attraction de Brest, dont elle est une commune de la couronne,. Cette aire, qui regroupe 68 communes, est catégorisée dans les aires de 200 000 à moins de 700 000 habitants,.

### Occupation des sols
L'occupation des sols de la commune, telle qu'elle ressort de la base de données européenne d'occupation biophysique des sols Corine Land Cover (CLC), est marquée par l'importance des territoires agricoles (91,9 % en 2018), en diminution par rapport à 1990 (96,7 %). La répartition détaillée en 2018 est la suivante : 
terres arables (46,8 %), zones agricoles hétérogènes (30,4 %), prairies (14,7 %), zones urbanisées (6 %), zones industrielles ou commerciales et réseaux de communication (2,1 %). L'évolution de l'occupation des sols de la commune et de ses infrastructures peut être observée sur les différentes représentations cartographiques du territoire : la carte de Cassini (XVIIIe siècle), la carte d'état-major (1820-1866) et les cartes ou photos aériennes de l'IGN pour la période actuelle (1950 à aujourd'hui).

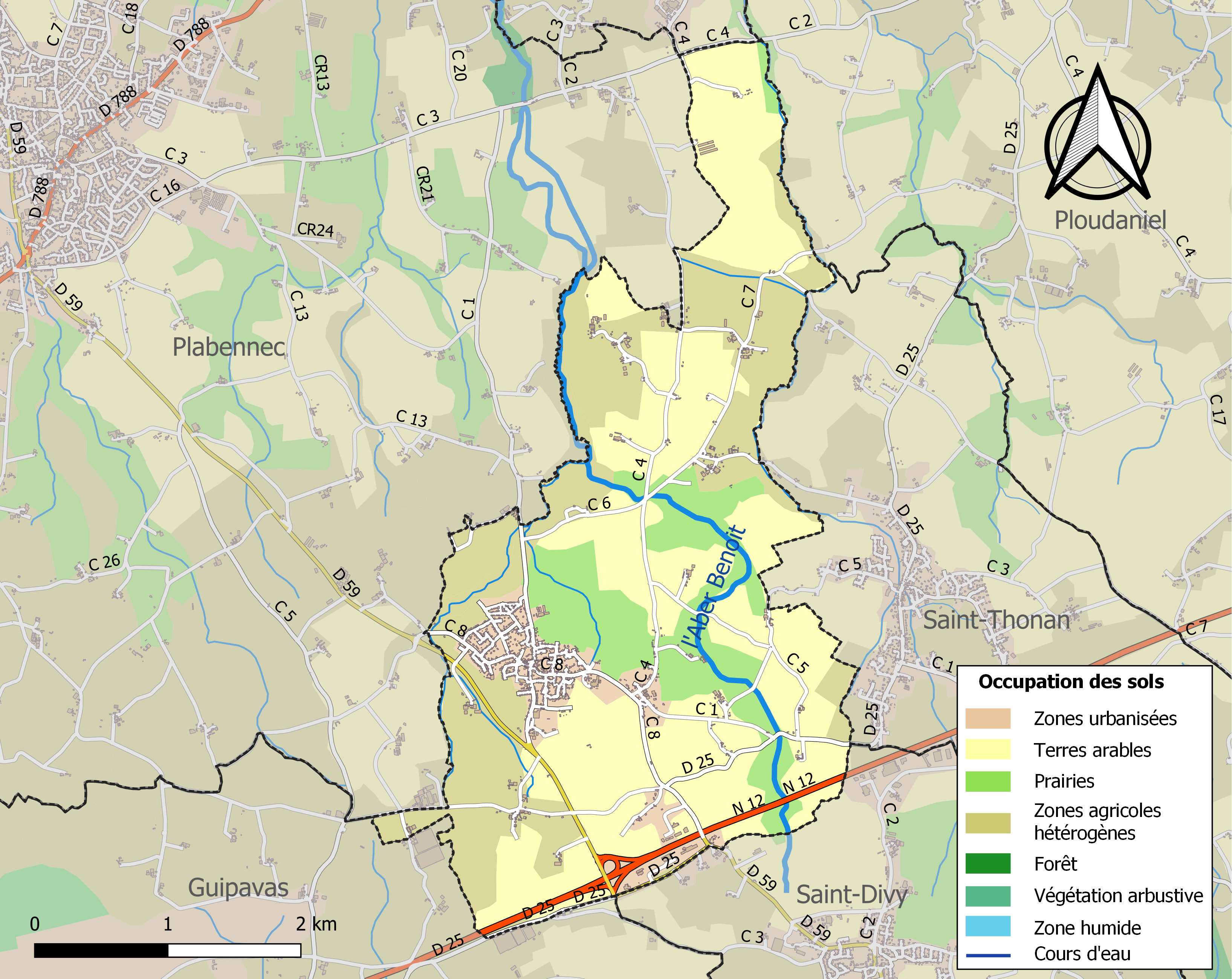
Carte des infrastructures et de l'occupation des sols de la commune en 2018 (CLC).

## Toponymie
Kersaint-Plabennec est un démembrement de l'ancienne paroisse primitive de Plabennec.
Le nom de la commune s'est écrit « Kersain Plabennec » en l'an II (1793) et « Kersain-Plabennec » en 1801 avant d'adopter l'orthographe actuelle « Kersaint-Plabennec ».
Le nom de Kersaint (en breton : village des saints) tire certainement son nom des moines, qui sont venus de la Bretagne insulaire en Armorique à la suite de saint Ténénan dès le IVe siècle en Armorique. Les registres de l'état-civil de la paroisse ne remontent pas au-delà de 1680.

## Histoire

### Préhistoire
Plusieurs tumuli de l'âge du bronze s'élevaient sur le territoire de Kersaint, dont un de 50 mètres sur 2, au bourg, qui abritait la tombe d'un enfant. Un trésor de monnaies gauloises osismes découvert au Quinquis et la présence de fragments de tuiles à Saint-Elven témoignent de la continuité du peuplement.

### Origines
Le centre paroissial a été déplacé de Kersaint-Goz (« vieux Kersaint »), où se trouve l'ancienne chapelle Notre-Dame-de-Lanvélar, vers le lieu où se trouvait la chapelle Saint-Michel.

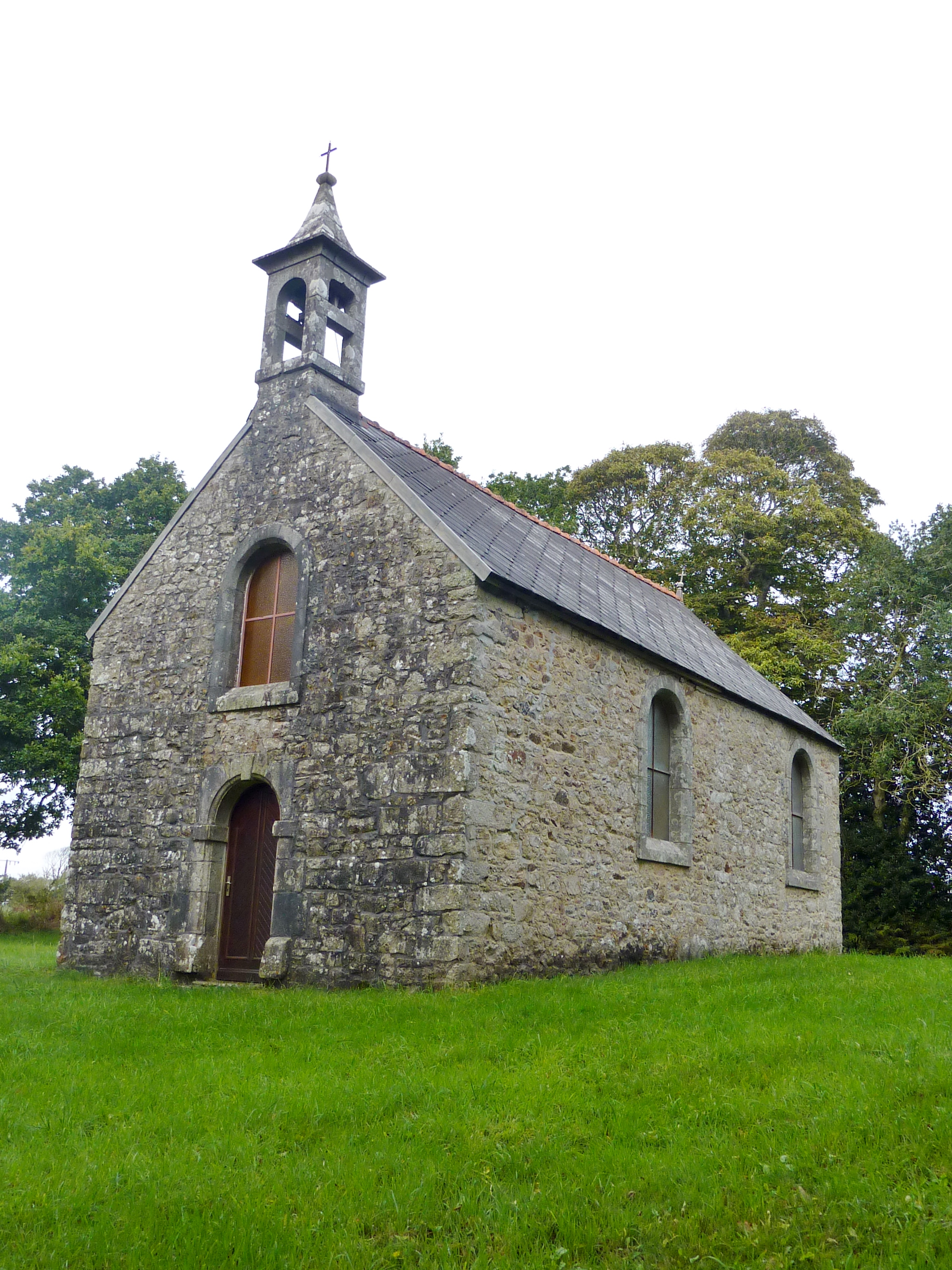
La chapelle Notre-Dame de Lanvélar 1 (à l'emplacement de l'ancien bourg de Kersaint-Goz).
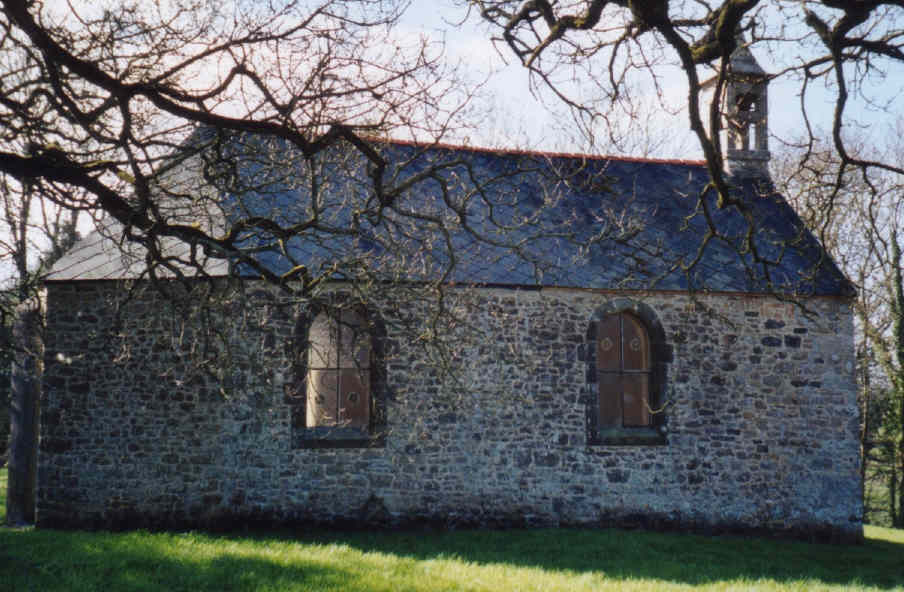
La chapelle Notre-Dame de Lanvélar 2.

### Époque moderne
En 1759, une ordonnance de Louis XV ordonne à la paroisse de Quersaint-Ploabennec [Kersaint-Plabennec] de fournir 9 hommes et de payer 59 livres pour « la dépense annuelle de la garde-côte de Bretagne ».

### Révolution française
Malgré la proximité de Brest, la Révolution ne bouleverse pas beaucoup la vie de la paroisse. Le recteur, M. Le Goff, et son vicaire, M. Keruzoré, refusent de prêter serment, et l'église reste constamment ouverte. Le 10 mars 1790, Guillaume Kerouanton est élu maire, Jean Kerboul procureur, et Kersaint devient commune du canton de Guipavas et du district de Brest. Le village compte alors huit cents habitants.

### LeXIXesiècle
En 1840, une partie de l'économie dépend des quatre moulins à eau qui bordent l'Aber-Benoît. Mais ils ferment peu à peu, et l'agriculture devient la principale source de revenus de la commune.
En 1896, un document indique que les Sœurs de l'Immaculée Conception de Saint-Méen assistaient et soignaient gratuitement les malades de Kersaint-Plabennec à domicile.

### L'église Saint-Étienne
Dédiée à saint Étienne, l'église paroissiale, par sa forme et ce qui reste de sa construction primitive, place son établissement au XVIIe siècle. Les murs sont refaits en grande partie en 1751 comme en témoigne l'inscription au-dessus de la porte latérale nord. Les travaux durent une année et l'on ne retouche pas à la façade ni à une partie du mur nord, où l'on trouve au-dessus la date de 1660. La tour a des problèmes de maçonnerie à tel point qu'il devient périlleux de mettre les deux cloches en branle en même temps. En 1781, on décide de la reconstruction de la tour et le travail ne se termine qu'en 1783, date que l'on retrouve au-dessus de la porte ouest. Le 17 décembre 1809, la foudre tombe sur le clocher et la flèche est détruite. La boule de feu descend l'escalier et fait de nombreux dégâts dans l'église ; la flèche actuelle est plus courte.
Dans l'église, nous trouvons quelques statues « rescapées du Concile Vatican II ». À gauche du chœur, près du vitrail relatant son martyre, figure saint Étienne et à l'opposé saint Jean l'Évangéliste avec son aigle. Ces statues, ainsi que celle de Notre-Dame-de-Lesquelen, datent du début du XVIIIe siècle. Celles des douze apôtres ornent le petit porche, lui-même surmonté d'une niche extérieure abritant une statue de Kersanton représentant saint Étienne.
Les fonts baptismaux avec cuve octogonale, portent l'inscription : « V.ETD.MISSIRE.IAN.PRIGENT.R.1701 ». L'aspect extérieur de l'église a été mise en valeur récemment notamment par l'aménagement du bourg, l'abaissement des murs qui l'entourent et le déplacement du cimetière.

### LeXXesiècle

#### La Seconde Guerre mondiale
Le 7 août 1944, le Combat Command A, de la 6e division blindée américaine, venant du Huelgoat via Landivisiau, ville près de laquelle les soldats ont bivouaqué la nuit précédente, contourne Landerneau, mais est bombardé par les Allemands dans les environs de Saint-Thonan et Kersaint-Plabennec ; il passe la nuit suivante dans le secteur de Lormeau entre Plabennec et Gouesnou, nuit pendant laquelle il fut victime de tirs d'artillerie allemands qui firent de nombreuses victimes dans ses rangs.

## Démographie
L'évolution du nombre d'habitants est connue à travers les recensements de la population effectués dans la commune depuis 1793. Pour les communes de moins de 10 000 habitants, une enquête de recensement portant sur toute la population est réalisée tous les cinq ans, les populations de référence des années intermédiaires étant quant à elles estimées par interpolation ou extrapolation. Pour la commune, le premier recensement exhaustif entrant dans le cadre du nouveau dispositif a été réalisé en 2008.

En 2022, la commune comptait 1 537 habitants, en évolution de +8,24 % par rapport à 2016 (Finistère : +2,16 %, France hors Mayotte : +2,11 %).
| 1793 | 1800 | 1806 | 1821 | 1831 | 1836 | 1841 | 1846 | 1851 |
| ---- | ---- | ---- | ---- | ---- | ---- | ---- | ---- | ---- |
| 672  | 768  | 736  | 739  | 653  | 808  | 796  | 781  | 818  |

| 1856 | 1861 | 1866 | 1872 | 1876 | 1881 | 1886 | 1891 | 1896 |
| ---- | ---- | ---- | ---- | ---- | ---- | ---- | ---- | ---- |
| 818  | 815  | 777  | 776  | 792  | 788  | 844  | 829  | 777  |

| 1901 | 1906 | 1911 | 1921 | 1926 | 1931 | 1936 | 1946 | 1954 |
| ---- | ---- | ---- | ---- | ---- | ---- | ---- | ---- | ---- |
| 770  | 774  | 778  | 822  | 828  | 736  | 716  | 749  | 715  |

| 1962 | 1968 | 1975 | 1982 | 1990  | 1999  | 2006  | 2008  | 2013  |
| ---- | ---- | ---- | ---- | ----- | ----- | ----- | ----- | ----- |
| 664  | 593  | 550  | 831  | 1 001 | 1 106 | 1 234 | 1 270 | 1 357 |

| 2018  | 2022  | - | - | - | - | - | - | - |
| ----- | ----- | - | - | - | - | - | - | - |
| 1 474 | 1 537 | - | - | - | - | - | - | - |

Commentaire : La population de Kersaint-Plabennec est restée remarquablement stable dans le temps pendant près de deux siècles, sa population de 1962 étant quasi identique à celle de 1793 et, dans l'intervalle, les variations en dents de scie ont été très faibles, le minimum démographique de cette période étant atteint en 1831 avec 653 habitants et le maximum en 1886 avec 844 habitants. Une telle stabilité est très rare. Par contre, l'évolution démographique est plus contrastée depuis un demi-siècle, la commune perdant 114 habitants en 13 ans entre 1962 et 1975, pour atteindre son minimum démographique absolu depuis que les recensements existent avec 550 habitants en 1975, Kersaint-Plabennec étant frappée par l'exode rural. Par contre, depuis 1975, la commune connaît une rapide croissance démographique, gagnant 720 habitants entre 1975 et 2008 (+ 131 % en 33 ans) pour atteindre son maximum démographique absolu lors du dernier recensement. Proche de la voie expresse RN 12, au cœur du triangle formé par les agglomérations de Brest, Landerneau et Plabennec, la commune est touchée par la périurbanisation, avec la création de plusieurs lotissements ces dernières décennies.
La croissance démographique est due à la fois à un accroissement naturel positif constamment depuis 1968 et allant croissant (+ 0,4 % l'an entre 1968 et 1975, + 1,5 % l'an entre 1999 et 2008), mais aussi à un solde migratoire désormais largement positif (il était encore négatif, - 0,8 % l'an entre 1968 et 1975, mais est depuis constamment positif, le record étant détenu par la période intercensitaire 1975-1982 avec + 5,0 % l'an, même si les chiffres sont beaucoup plus faibles désormais (+ 0,1 % l'an seulement entre 1999 et 2008). Les naissances l'emportent largement sur les décès : entre 1999 et 2008 inclus, la commune a enregistré 223 naissances pour seulement 45 décès. La population est jeune : 26,6 de 0 à 14 ans, pour seulement 8,3 % de 65 ans et plus en 2008.
Le nombre des logements, presque uniquement des maisons individuelles, a été multiplié par trois en 40 ans, les résidences principales passant de 133 en 1968 à 452 en 2008, les résidences secondaires restant peu nombreuses (6 en 2008).

## Politique et administration

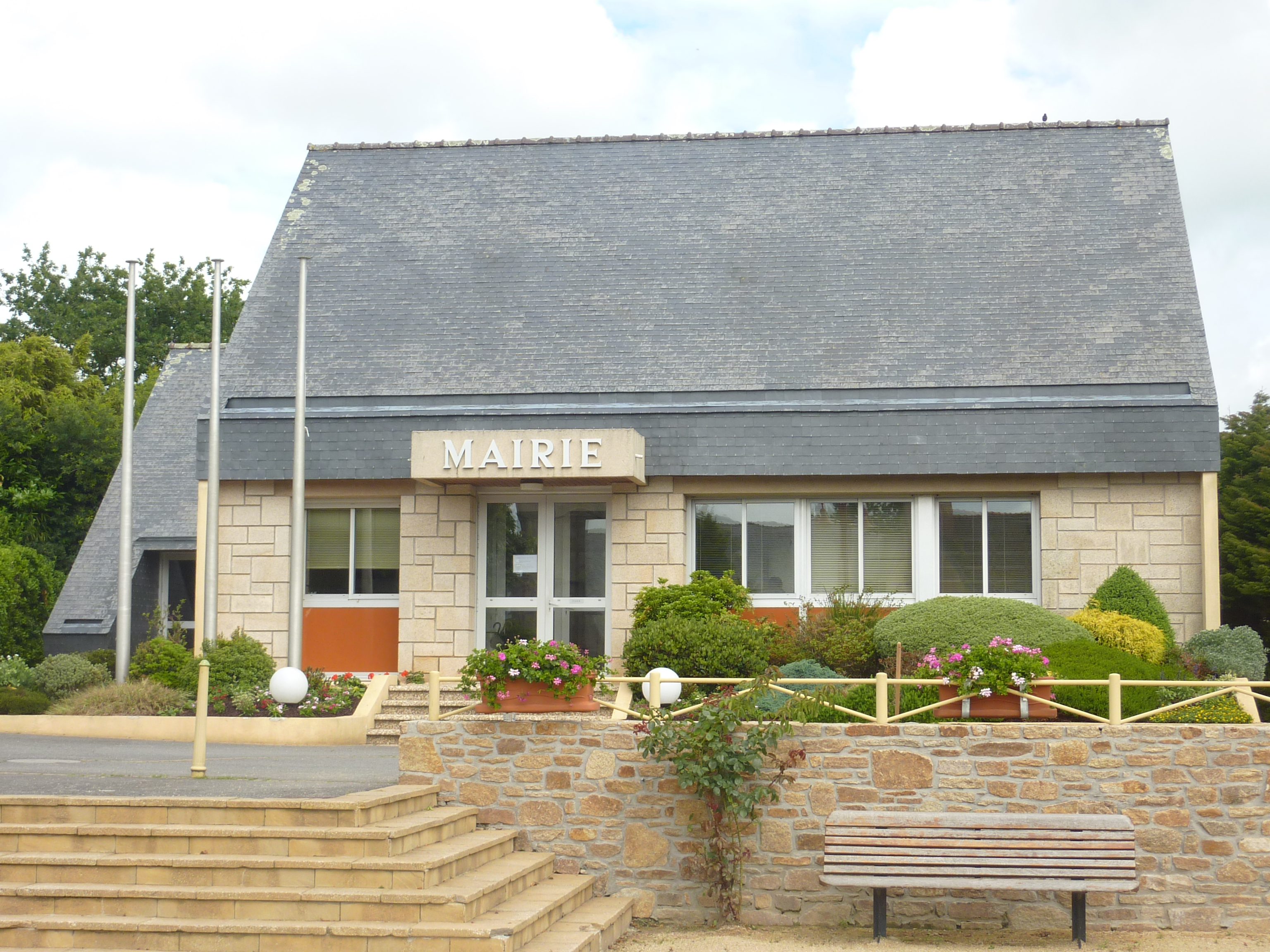
Kersaint-Plabennec : la mairie.

| Période                                  | Période  | Identité                                       | Étiquette | Qualité  |
| ---------------------------------------- | -------- | ---------------------------------------------- | --------- | -------- |
| 1790                                     | 1795     | Guillaume Kerouanton - 1er maire de la commune |           |          |
| 1795                                     | 1800     | Jean Kerboul                                   |           |          |
| 1800                                     | 1821     | François Rozec                                 |           |          |
| 1821                                     | 1822     | Yves Cloarec                                   |           |          |
| 1822                                     | 1828     | Allain Marie André                             |           |          |
| 1828                                     | 1848     | Jean Louis Cloarec                             |           |          |
| 1848                                     | 1860     | Yves Rozec                                     |           |          |
| 1860                                     | 1883     | Jean Morvan                                    |           |          |
| 1883                                     | 1909     | Jean Marie Morvan                              |           |          |
| 1909                                     | 1919     | Jean Pierre Masson                             |           |          |
| 1919                                     | 1936     | Jean Marie Guillou                             |           |          |
| 1936                                     | 1965     | Claude Le Guen                                 |           |          |
| 1965                                     | 1977     | Michel Le Roux                                 |           |          |
| 1977                                     | 1995     | Félix Gueguen                                  |           |          |
| mars 1995                                | mai 2020 | Jean Yves Roquinarc'h                          | DVD       | Retraité |
| mai 2020                                 | En cours | Patrice Boucher                                | SE        |          |
| Les données manquantes sont à compléter. |          |                                                |           |          |

## Monuments
- L'église de Kersaint-Plabennec, dédiée à saint-Étienne, date dans sa forme actuelle du XVIIe siècle.

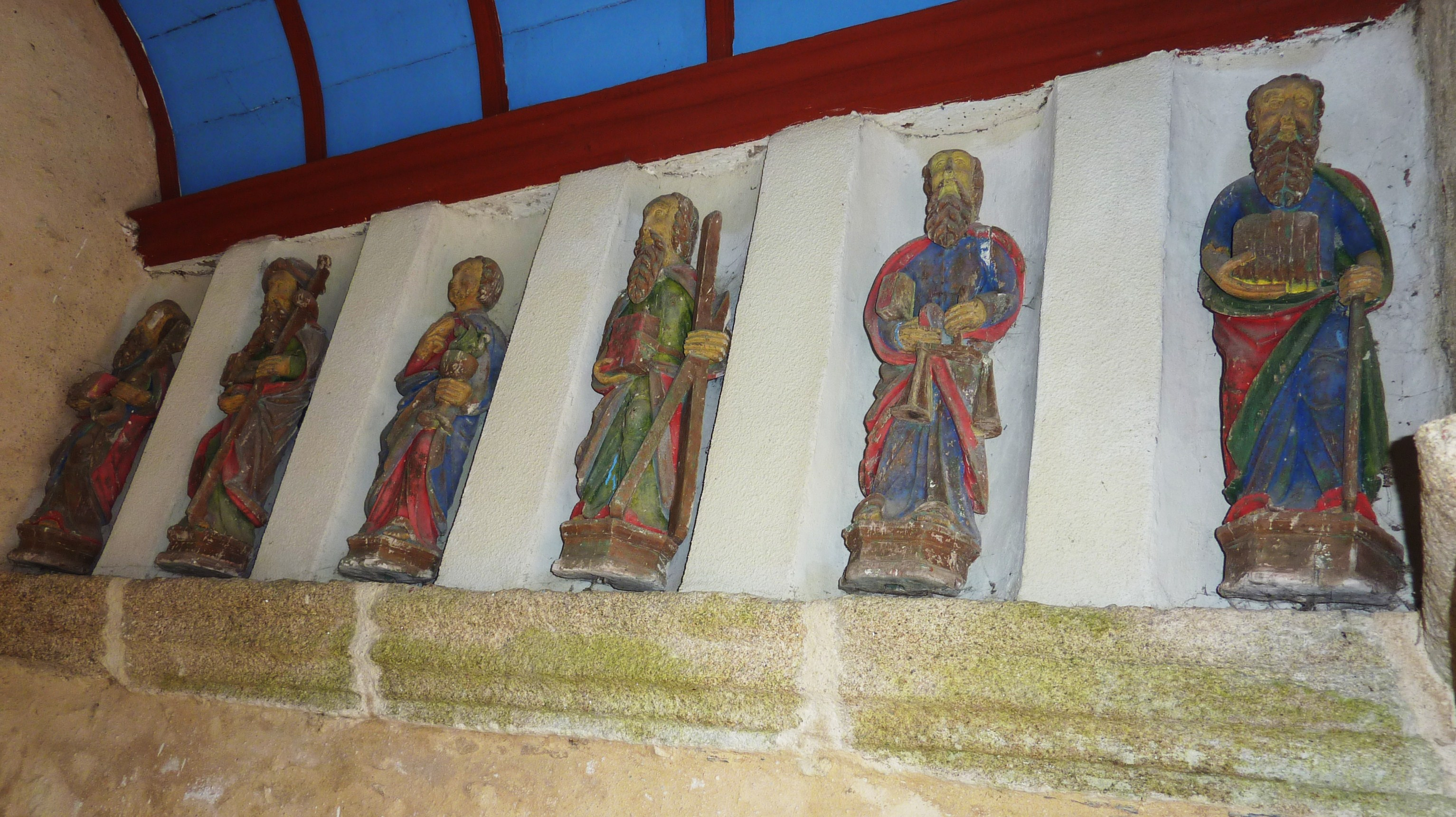
Kersaint-Plabennec : église Saint-Étienne, six apôtres du porche.
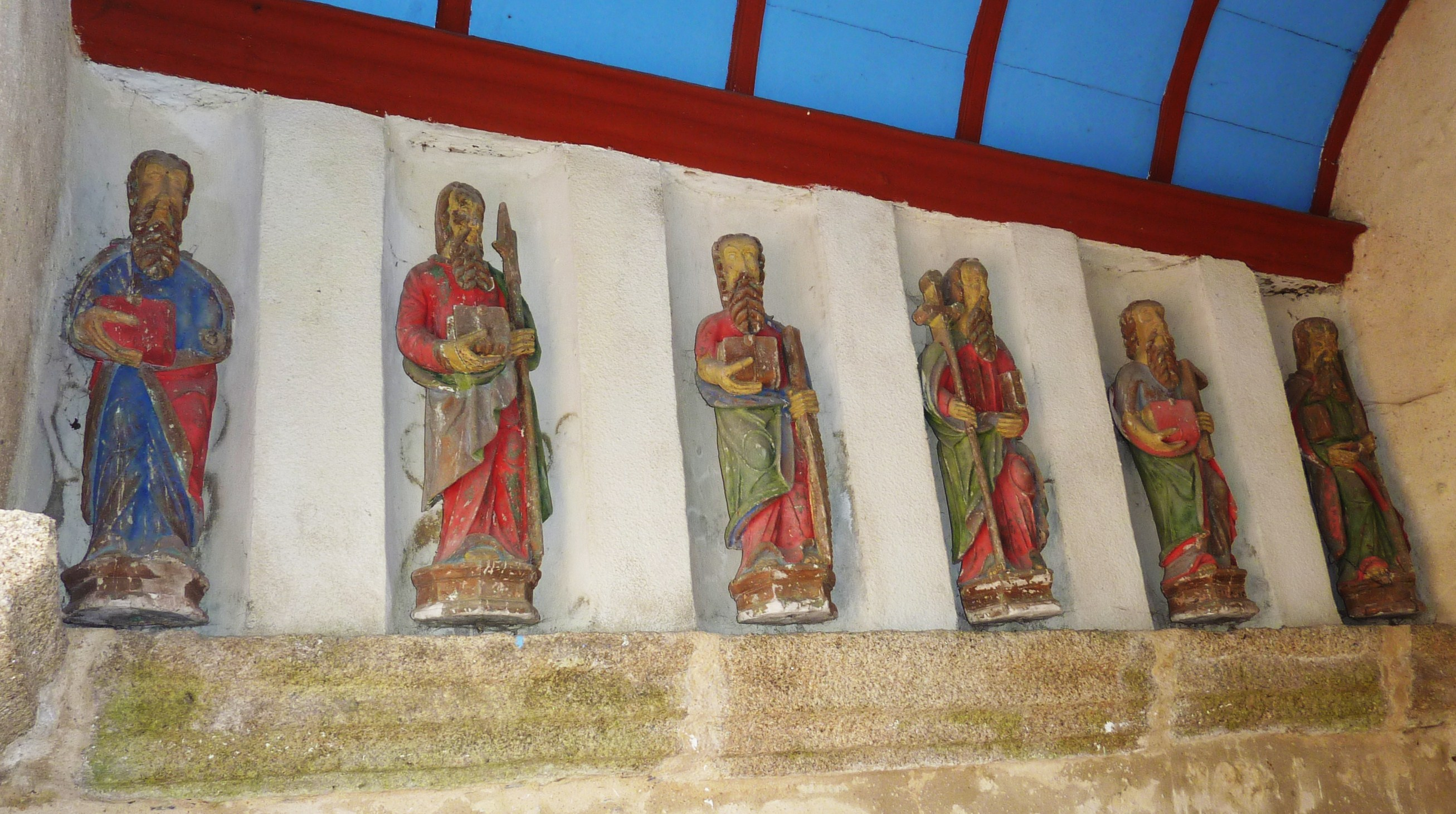
Kersaint-Plabennec : église Saint-Étienne, les six autres apôtres du porche.
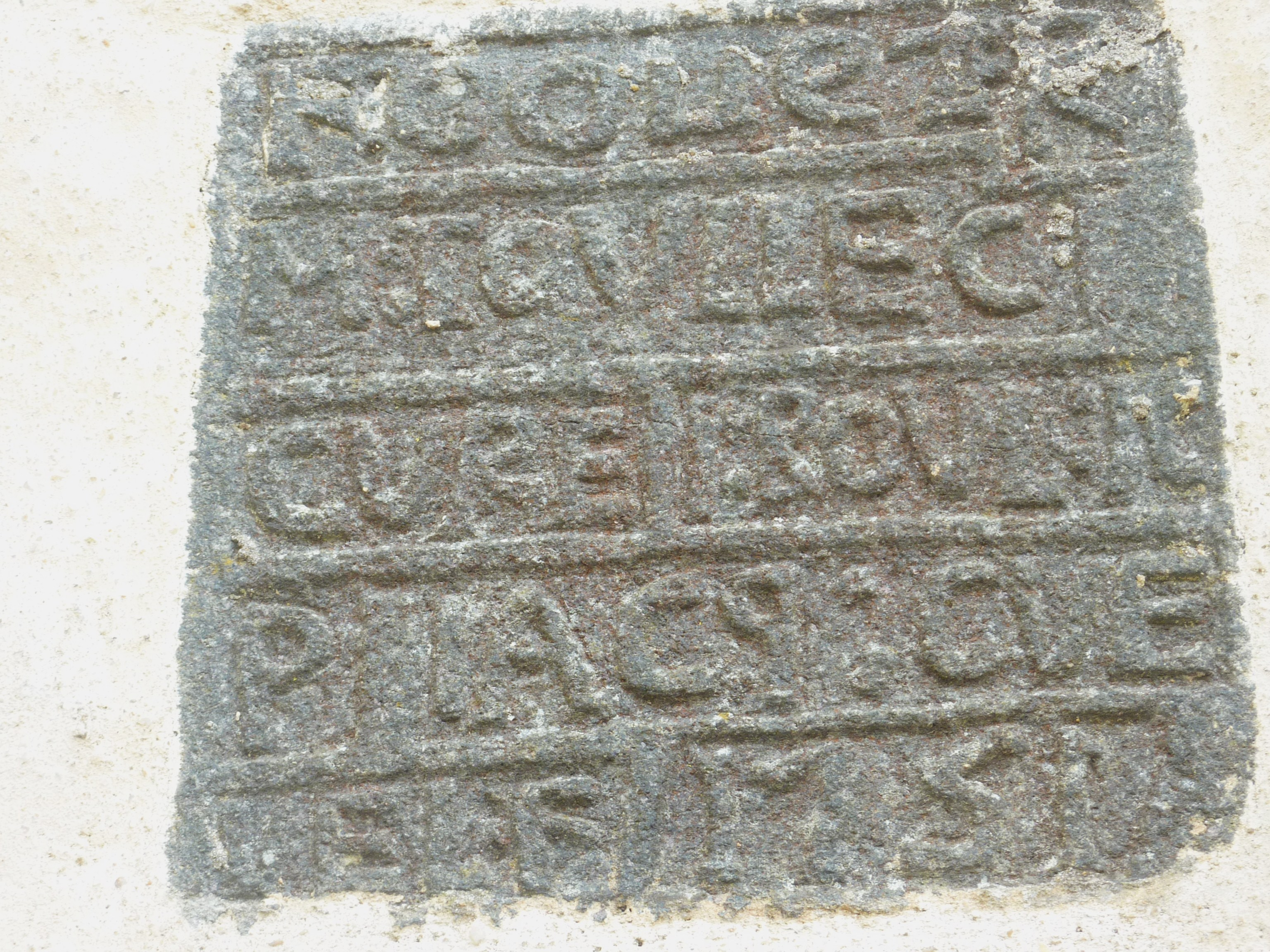
Kersaint-Plabennec : inscription sur un des murs de l'église Saint-Étienne.
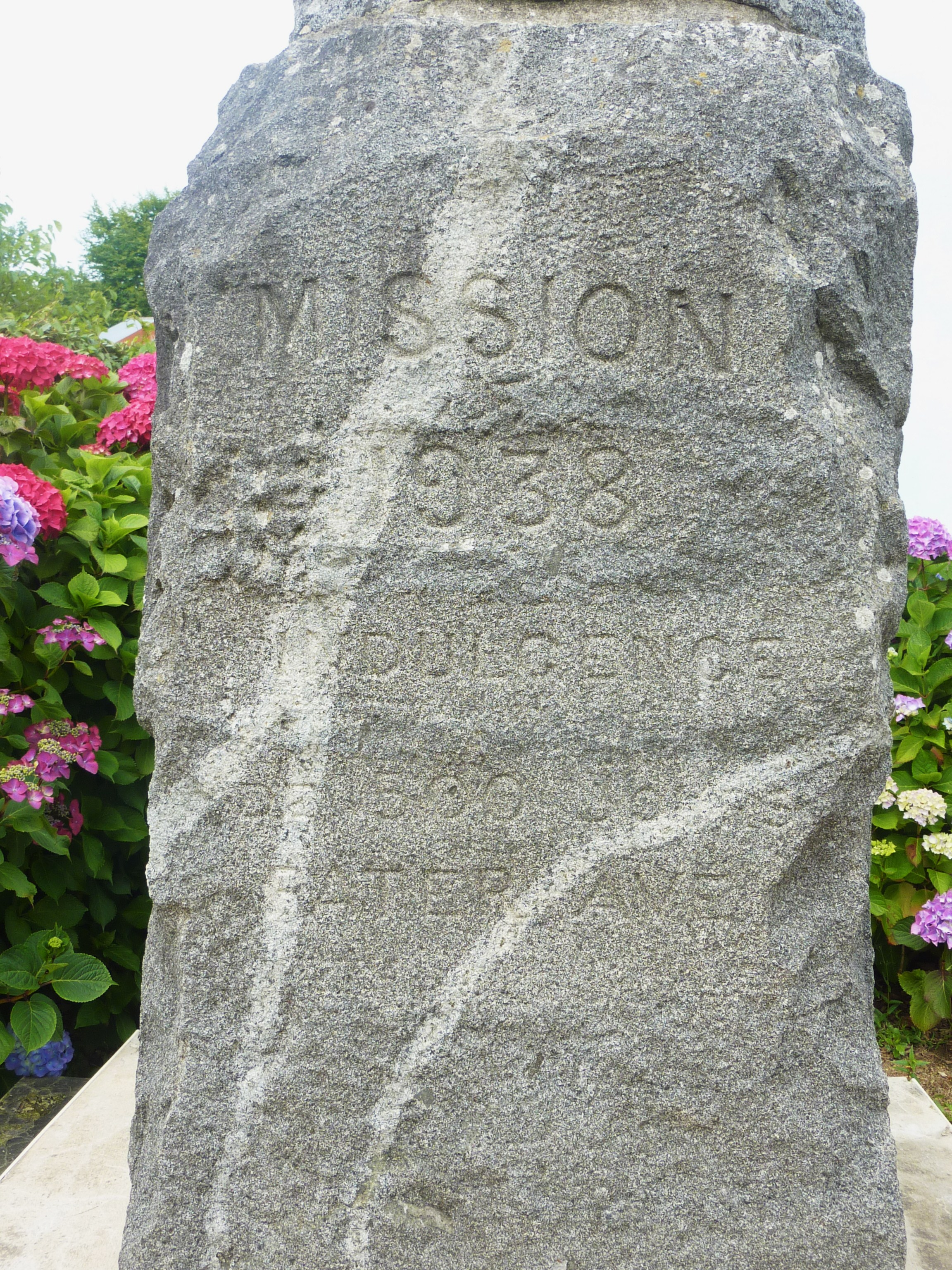
Kersaint-Plabennec : stèle commémorant la Mission de 1938.

- La chapelle de Lanvelar dite de Kerzent Coz ou de Notre-Dame-de-Grâce.

Dédiée à Notre Dame de Grâces, la chapelle de Lanvélar est édifiée en 1837. L'emplacement serait celui du vieux bourg de Kersent-Coz, dont il ne reste aucune trace. En creusant les fondations de cette chapelle on découvre des monnaies datant de Louis VI Le gros, 1108 -1137.
La chapelle primitive daterait donc, vraisemblablement du XIIe siècle.
C'est le 11 mars 1837 que Monseigneur de Poulpiquet donne l'autorisation pour cette reconstruction. Pour bâtir l'édifice on utilise des matériaux de l'église Saint-Michel, tombée en ruines. Jusqu'à la fin des années 60, on y a célébré le culte régulièrement, ainsi que le pardon qui donne lieu à une procession partant du bourg de Kersaint.
- Nombreuses croix et calvaires : Dirou, Odebleis, Laven etc. voir ouvrage Y-P. Castel.

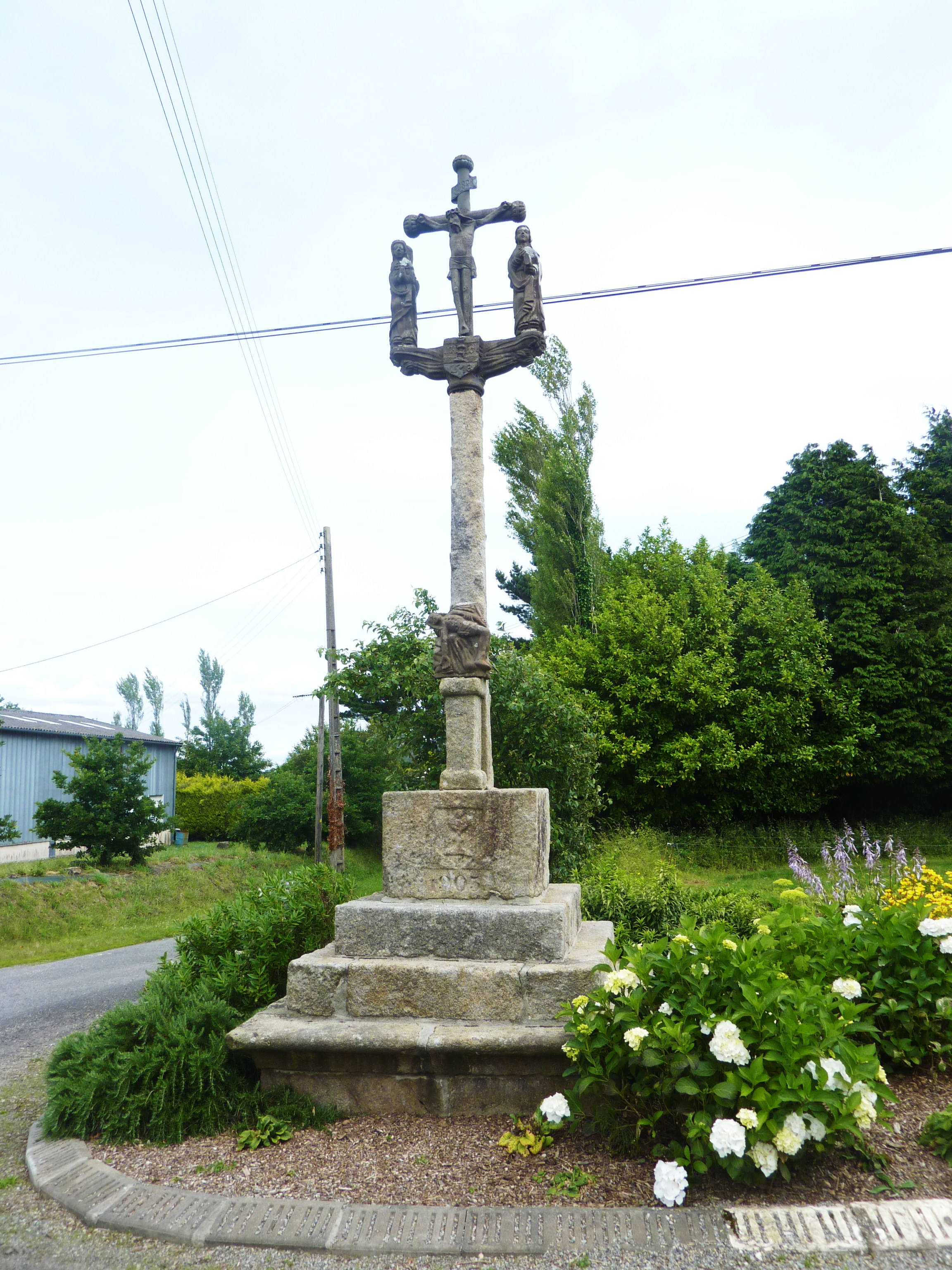
Kersaint-Plabennec : le calvaire de Laven, vue d'ensemble.
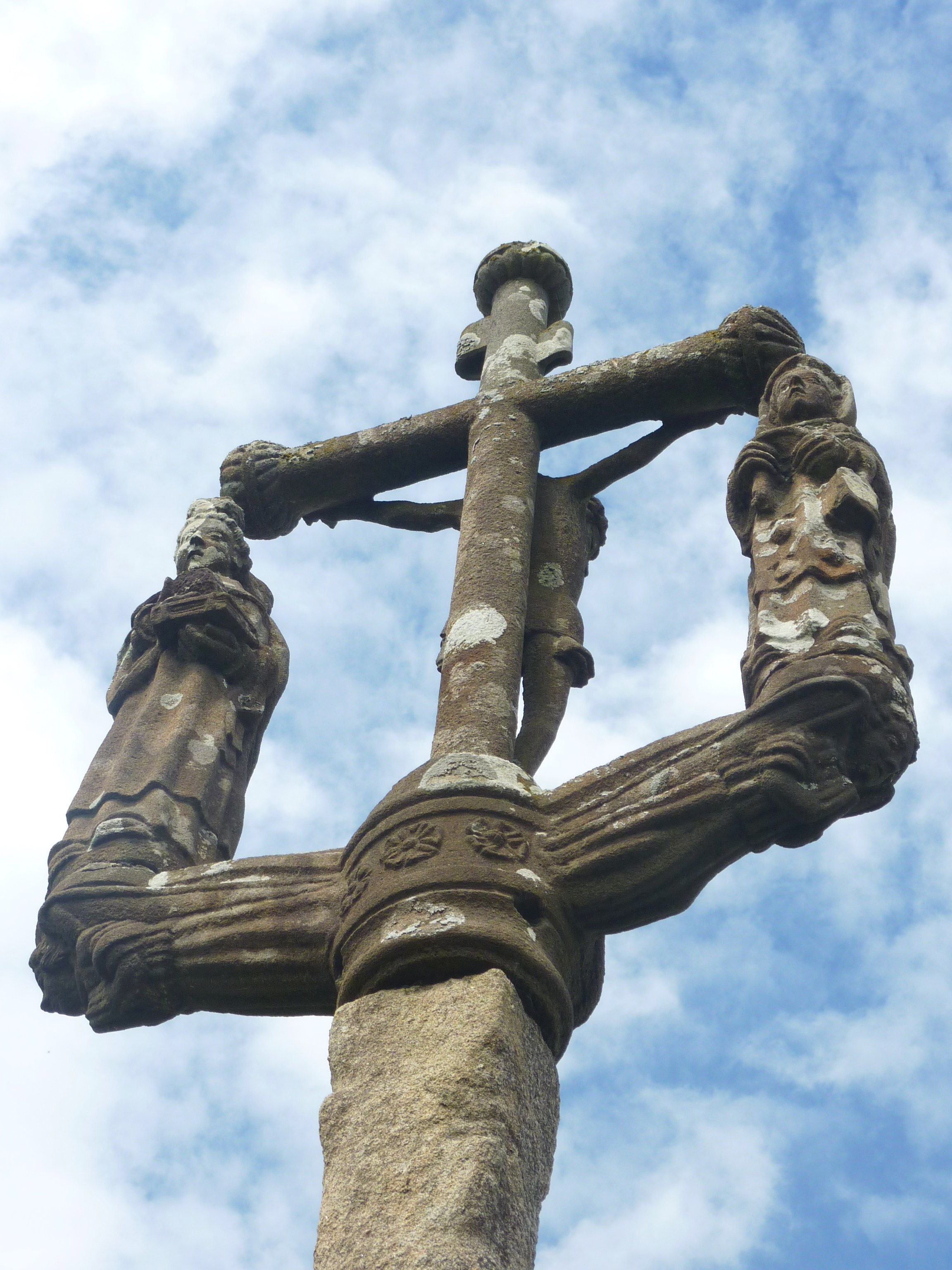
Kersaint-Plabennec : le calvaire de Laven, partie supérieure.
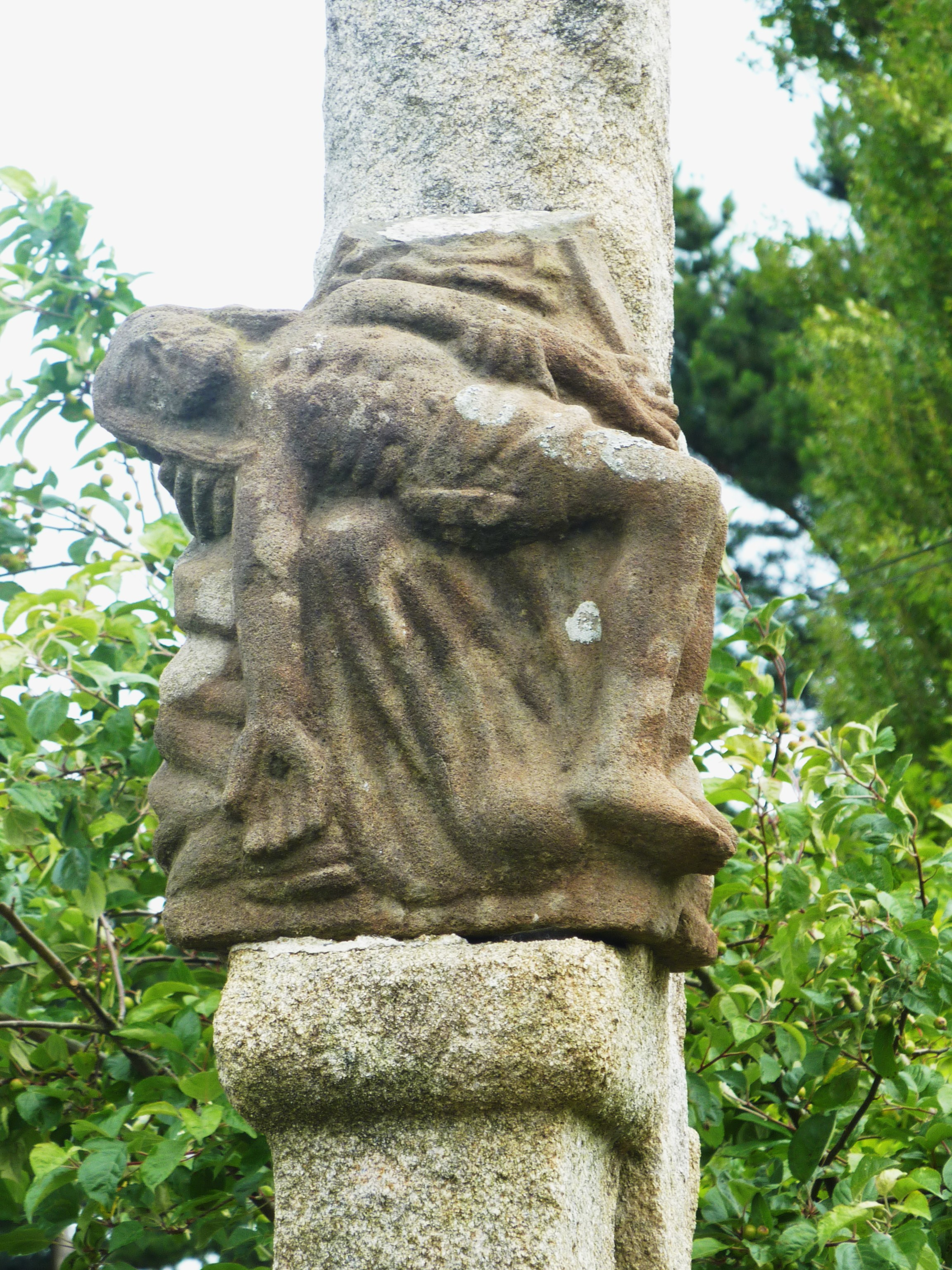
Kersaint-Plabennec : le calvaire de Laven, pietà.

- Le monument aux morts de 1914-1918

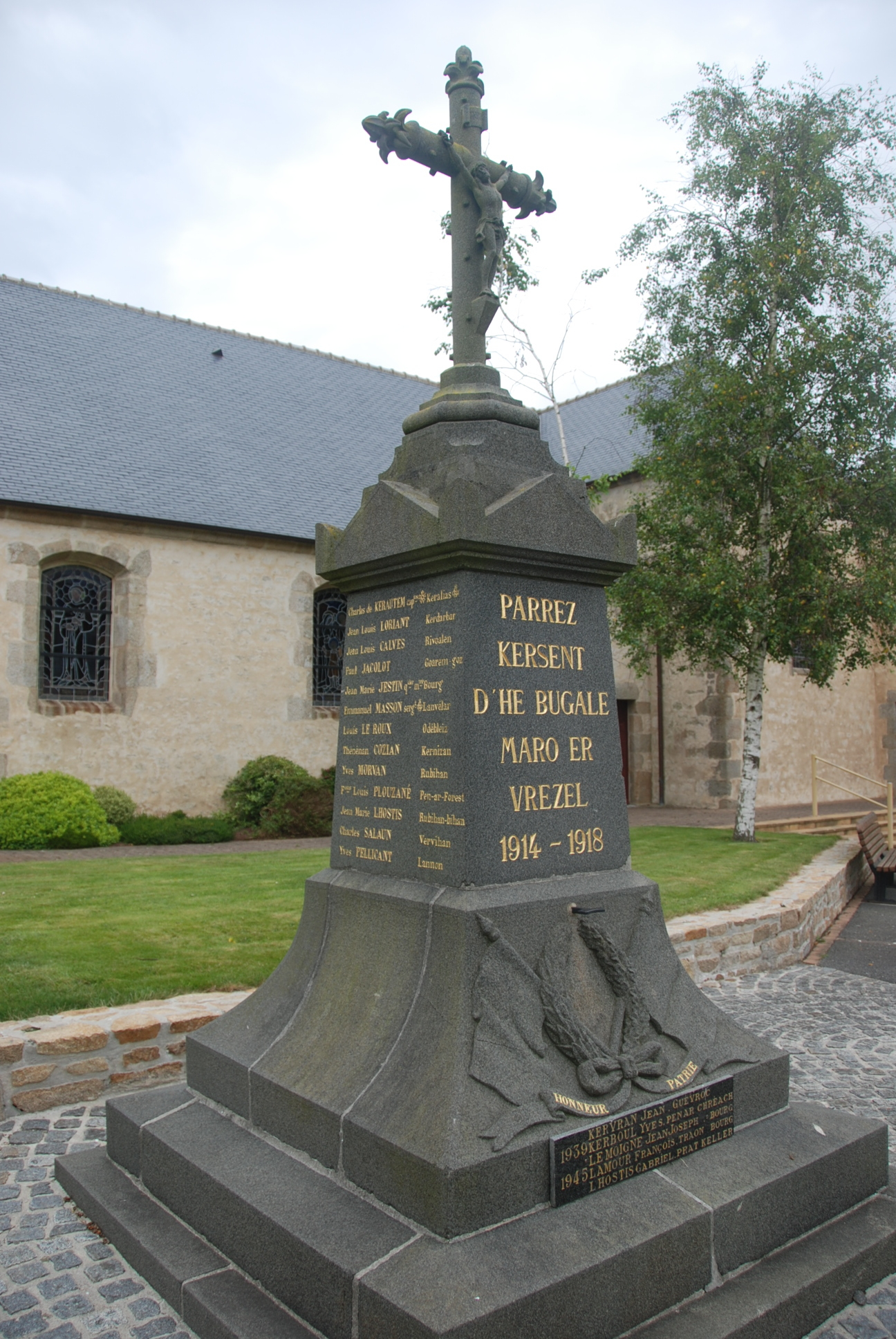
Monument aux morts de 1914-1918.

## Espace naturel valorisé
Au nord de la commune, la zone humide de Kerivin se situe à proximité de sentiers de randonnée et du bois de Keralias.
Depuis 2009, un chemin traverse désormais ce site qui a fait l'objet d'aménagements spécifiques pour devenir ainsi un lieu de balade pour les familles. Plusieurs bornes et postes d'observation permettent d'en savoir plus sur la grande variété d'espèces végétales et animales qui peuplent ce milieu et son rôle de régulation de l'eau. On y trouve une aire de jeux, une aire de pique-nique, ainsi qu'une passerelle dominant une partie de la zone humide, accessible aux personnes à mobilité réduite.

## Enseignement
Kersaint-Plabennec dispose d'une école, l'école privée Sainte-Thérèse.

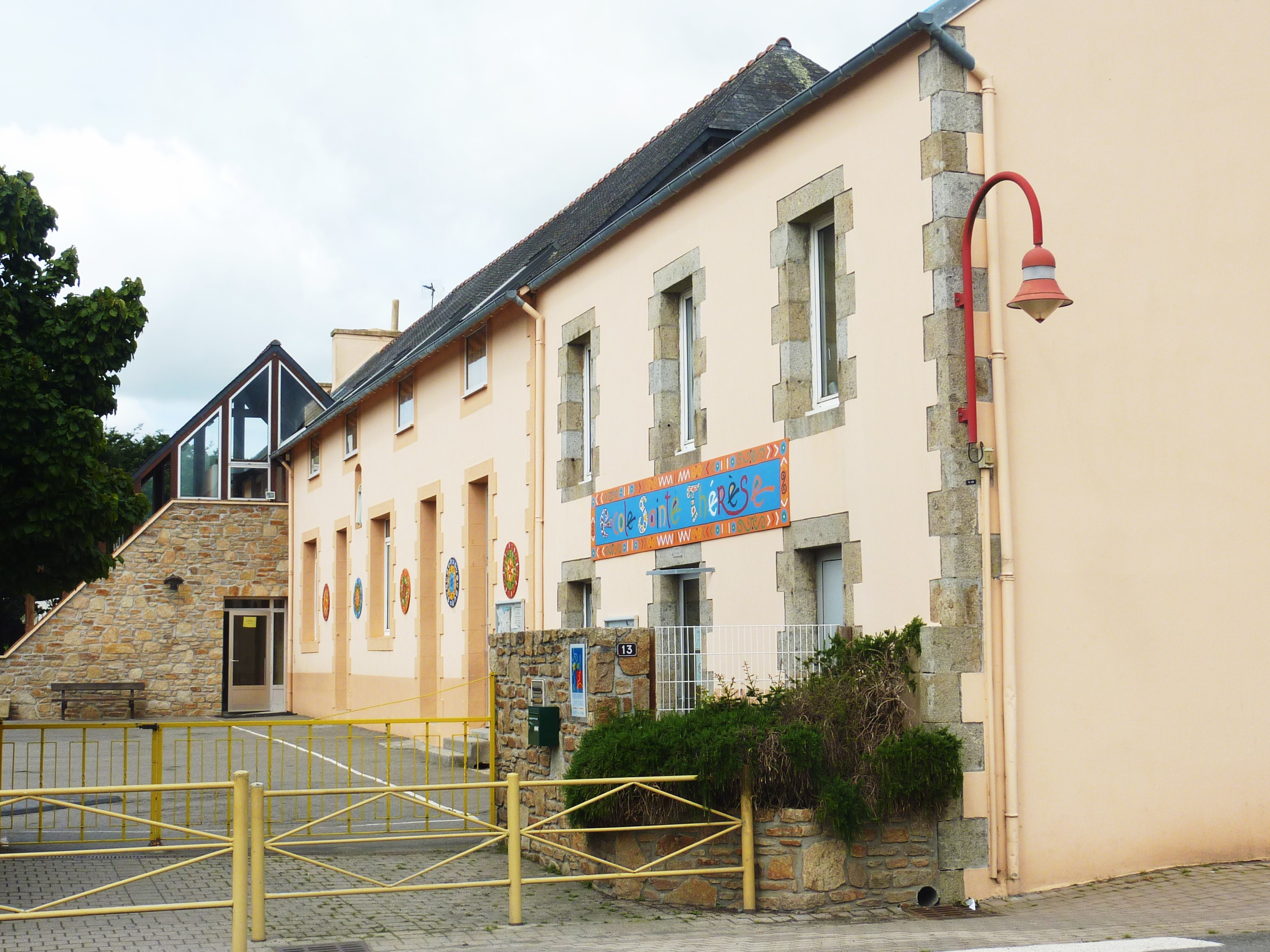
Kersaint-Plabennec : l'école privée Sainte-Thérèse.

## Sports
- Badminton : Tennis Badminton Kersaint (T.B.K)
- Cyclisme : Vélo-Club de Kersaint (V.C.K)
- Danse bretonne : Danserien Bro Kerzent
- Football : Association Sportive Kersaint-Plabennec (A.S.K) membre du Groupement Jeune des 4 Clochers, permettant de créer une équipe locale compétitive dans les catégories jeunes.
- Karaté : Zanshin Karaté
- Randonnée : Les Semelles Kersaintaises
- Pétanque : Pétanque Kersaintaise
- Tennis de table : Tennis Badminton Kersaint (T.B.K)
- Yoga : Titali